# Йонабару
Йонаба́ру (яп. 与那原町, よなばるちょう, МФА: [jonabaɾu t͡ɕoː]?) — містечко в Японії, в повіті Шімаджірі префектури Окінава.  Отримало статус містечка 1949 року. Площа становить 5,08 км². Станом на 1 липня 2012 року населення складало 17 477  осіб, густота населення — 3440 осіб/км².   

Протягом 1429—1871 років територія Йонабару входила до складу Рюкюської держави. 1871 року остання була перетворена на японський автономний уділ Рюкю. 1879 року цей уділ анексувала Японська імперія, яка перетворила його на префектуру Окінава.